# パセリ (イラストレーター)
パセリ（11月17日 - ）は、日本のイラストレーター。

## 人物
ライトノベルをはじめとする商業誌等、数々の媒体でイラスト、挿絵を描き、活躍する。

## 作品リスト

### 挿絵・イラスト
書籍
- しきもんつかいはヒミツの柊さん（著：桂木たづみ、GA文庫）
- 処女はお姉さまに恋してる 2人のエルダー 乙女な騎士に花束を（著：皆川千尋、まるち文庫）
- 氷の国のアマリリス（著：松山剛、電撃文庫)
- 俺と彼女のラブコメが全力で黒歴史（著：柑橘ゆすら、HJ文庫）
- 俺のかーちゃんが17歳になった（著：弘前龍、電撃文庫）
- 終わらない鎮魂歌を歌おう（著：未乃タイキ、桜ノ杜ぶんこ）
- 永劫回帰のリリィ・マテリア（著：三門鉄狼、MF文庫J）
- 時渡りの〈紅女神騎士団〉（著：諸星崇、オーバーラップ文庫）
- キミにもできる! 女の子一本釣りマニュアル（著：吉村夜、講談社ラノベ文庫）
- ＜Infinite Dendrogram＞-インフィニット・デンドログラム-（著：海道左近、HJ文庫、応援イラスト[2]）
- 勇者サマふたりめ。 ご依頼になった勇者は現在怪電波を受信しているか女の子成分が足りないため、冒険しません。（著：三上康明、スーパーダッシュ文庫）
- ウォーロック・ウィッチクラフト（著：神野オキナ、講談社ラノベ文庫）
- シャドウ・サーガ（著：西村西、電撃文庫）
- 元異世界転移者だった課長のおじさん、人生二度目の異世界を駆け廻る（著：銀麦、カドカワBOOKS）

ゲーム
- 天下統一クロニクル（サイバーエージェント）
- ナマイキデレーション（まどそふと、応援イラスト[3]）
- 神撃のバハムート（Cygames）
- 戦場のヴァルキュリア DUEL（SEGA）
- エンゲージナイツ～新約英雄大戦～（ガマニアデジタルエンターテインメント）
- ドールズフロントライン（株式会社サンボーンジャパン、応援イラスト[4]）
- さくら、もゆ。-as the Night's, Reincarnation-（FAVORITE、応援イラスト[5]）

トレーディングカードゲーム
- アンジュ・ヴィエルジュ（メディアファクトリー）

テレビアニメ
- インフィニット・ストラトス（応援イラスト[6]）
- 翠星のガルガンティア（再放送分第10話エンドカード）
- 蒼き鋼のアルペジオ（第9話エンドカード）
- 史上最強の弟子ケンイチ 闇の襲撃（第8話エンドカード）
- グリザイアの果実（第12話エンドカード）
- ご注文はうさぎですか？？（第8羽エンドカード）
- ありふれた職業で世界最強（第1話エンドカード[7]）

その他
- 壱百満天原サロメ『FOCUS ON - NIJISANJI SINGLE COLLECTION』（ジャケットイラスト[8]）

### キャラクターデザイン
ゲーム
- 艦隊これくしょん -艦これ-（摩耶、鳥海、他多数、角川ゲームス）
- ゼノブレイド2（リンネ、モノリスソフト）
- ドールズフロントライン（Gr G36c[9]、64式自[10]、89式[11]）
- 幻想神域 -Another Fate-（北方の黒帝・玄武[12]、X-LEGEND Entertainment）

バーチャルYouTuber
- 沙花叉クロヱ[13]（ホロライブ/カバー株式会社）
- 七瀬える[13]（Varium/株式会社アシスト)
- 夢野あかり[13]（ぶいすぽっ！/Brave group）
- 雨海ルカ[13][14]

その他
- メガミデバイス BUSTER DOLLシリーズ（コトブキヤ）[15][16][17][18]
- VRChat対応オリジナル3Dモデルアバター「エポナ」（ツクルノモリ）[19]

### フィギュア原案
- ネイティブ クリエイターズコレクション 1/6 西園寺撫子（ネイティブ）[20]
- 神野 雫 illustration by パセリ（SKYTUBE）
- ユリアナ 1/6 完成品フィギュア（Charm）[21]
- VERTEX ORIGINAL SERIES エルフ村「第3村人 リンシア」「第9村人 ユリシス」（ヴェルテクス）[22][23]
- 初音ミクFashionフィギュア Uniform（株式会社タイトー）[24]
- 角ガキ ～水着ver.～（spiritale）[25]